# Coupe d'Afrique des vainqueurs de coupe de football 1979
Navigation
Édition précédente Édition suivante
La Coupe d'Afrique des vainqueurs de coupe de football 1979 est la cinquième édition de la Coupe d'Afrique des vainqueurs de coupe. 
Cette compétition qui oppose les vainqueurs des Coupes nationales voit le sacre du club du Canon Yaoundé du Cameroun, dans une finale qui se joue en deux matchs face aux Kenyans de Gor Mahia. Il s'agit du troisième titre africain pour le Canon Yaoundé, déjà finaliste de la compétition en 1977.

## Tour préliminaire
| Équipe 1                   | Résultat      | Équipe 2                   | Aller | Retour |
| -------------------------- | ------------- | -------------------------- | ----- | ------ |
| Al Nasr Benghazi           | -             | USCA Bangui forfait        | -     | -      |
| Bendel Insurance           | 6 - 1         | Petrosport Football Club   | 1 - 0 | 5 - 1  |
| Espoirs de Nouakchott      | 1 - 1 4-5 tab | Wallidan Football Club     | 1 - 0 | 0 - 1  |
| Sporting Club de Gagnoa    | 4 - 1         | Cedar United               | 3 - 1 | 1 - 0  |
| Gor Mahia                  | -             | Ittihad Alexandrie forfait | -     | -      |
| Kadiogo FC                 | 1 - 1 4-2 tab | Asante Kotoko              | 1 - 0 | 0 - 1  |
| Maseru United              | 6e - 6        | Notwane Football Club      | 2 - 1 | 4 - 5  |
| CD Maxaquene               | 0 - 4         | AS Sotema                  | 0 - 3 | 0 - 1  |
| Nsambya Old Timers FC      | -             | Al Nil Wad Medani forfait  | -     | -      |
| Pan African                | 1 - 1 5-4 tab | Omedia FC                  | 1 - 0 | 0 - 1  |
| Deportivo Mongomo          | 2 - 8         | Canon Yaoundé              | 1 - 3 | 1 - 5  |
| UD Internacional de Bissau | 2 - 3         | Bai Bureh Warriors         | 1 - 1 | 1 - 2  |

## Premier tour
| Équipe 1               | Résultat | Équipe 2                   | Aller | Retour |
| ---------------------- | -------- | -------------------------- | ----- | ------ |
| Bal Bureh Warriors     | 0 - 4    | Horoya AC'T'               | 0 - 1 | 0 - 3  |
| Bendel Insurance       | 2 - 0    | Sporting Club de Gagnoa    | 1 - 0 | 1 - 0  |
| CR Belcourt            | 5 - 2    | Al Nasr Benghazi           | 4 - 2 | 1 - 0  |
| Gor Mahia              | 1e - 1   | Nsambya Old Timers FC      | 0 - 0 | 1 - 1  |
| Kadiogo FC             | 4 - 2    | Requins de l'Atlantique FC | 3 - 1 | 1 - 1  |
| Maseru United          | 1 - 5    | AS Sotema                  | 0 - 1 | 1 - 4  |
| Pan African            | 2 - 2e   | AS Vita Club               | 2 - 1 | 0 - 1  |
| Wallidan Football Club | 1 - 3    | Canon Yaoundé              | 1 - 2 | 0 - 1  |

## Quarts de finale
| Équipe 1     | Résultat      | Équipe 2         | Aller | Retour |
| ------------ | ------------- | ---------------- | ----- | ------ |
| AS Sotema    | 2 - 2 3-5 tab | Bendel Insurance | 2 - 0 | 0 - 2  |
| CR Belcourt  | 1 - 6         | Horoya AC'T'     | 0 - 3 | 1 - 3  |
| Kadiogo FC   | 2 - 4         | Gor Mahia        | 1 - 2 | 1 - 2  |
| AS Vita Club | 4 - 7         | Canon Yaoundé    | 3 - 1 | 1 - 6  |

## Demi-finales
| Équipe 1      | Résultat | Équipe 2         | Aller | Retour |
| ------------- | -------- | ---------------- | ----- | ------ |
| Canon Yaoundé | 1 - 0    | Bendel Insurance | 1 - 0 | 0 - 0  |
| Gor Mahia     | 3 - 0    | Horoya ACT       | 1 - 0 | 2 - 0  |

## Finale
| Équipe 1  | Résultat | Équipe 2      | Aller | Retour |
| --------- | -------- | ------------- | ----- | ------ |
| Gor Mahia | 0 - 8    | Canon Yaoundé | 0 - 2 | 0 - 6  |

## Vainqueur
| Coupe d'Afrique des vainqueurs de coupe Vainqueur 1979 |
| ------------------------------------------------------ |
| Canon Yaoundé Premier titre                            |